# 四叠体
四叠体（Corpora quadrigemina）是中脑的一个解剖结构。其拉丁文学名的字面意思为“四个双生子形的物体”，形容中脑背面的四个圆形隆起：两侧的下丘（Inferior colliculi，单数Inferior colliculus）和两侧的上丘（Superior colliculi，单数Superior colliculus）。其中，下丘是听觉通路的一部分，上丘主司与视觉相关的眼动功能。上丘与下丘间有密切的连接，主要负责基于视觉和听觉信息的空间定位。

## 更多图像

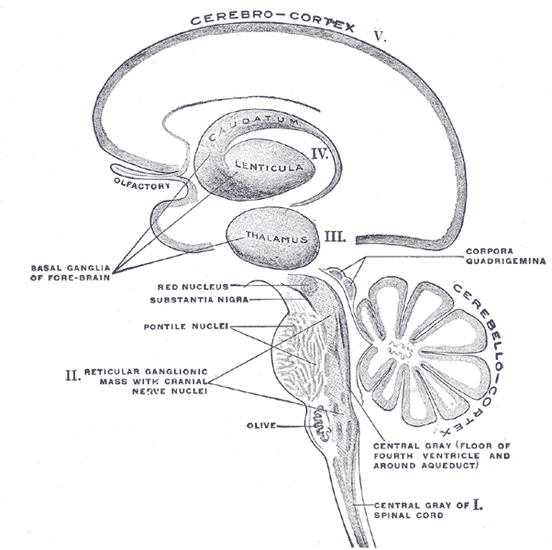
脑的主要神经核团的示意图。其中Corpora quadrigemina所示为四叠体。
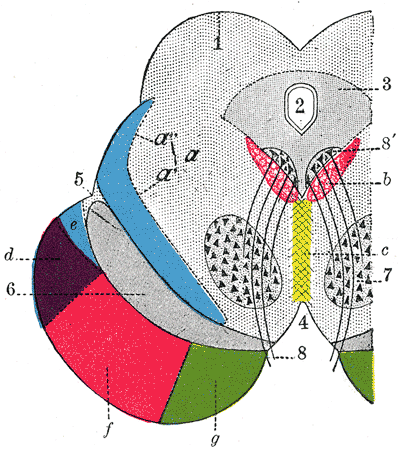
中脑的冠状切面。
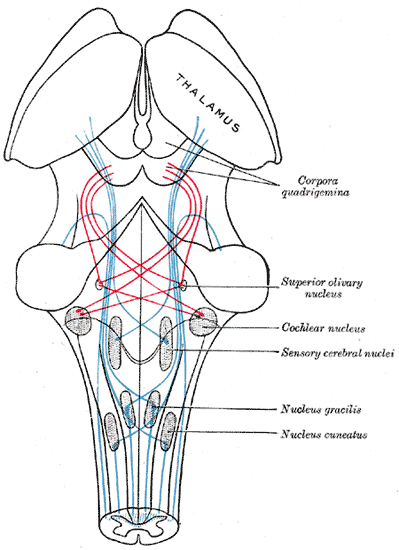
内，外侧丘系和四叠体的位置关系。其中蓝色所示为内侧丘系，红色所示为外侧丘系。
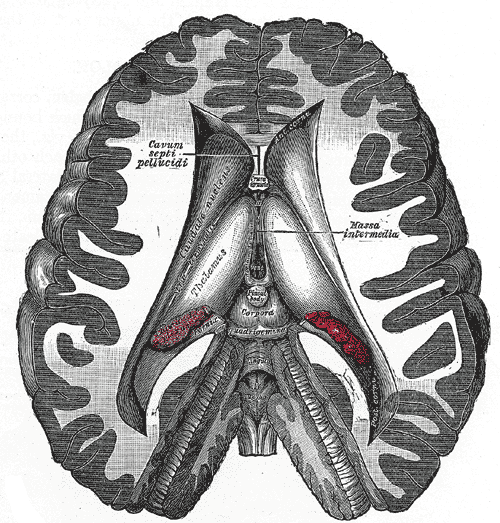
脑室与四叠体的位置关系。
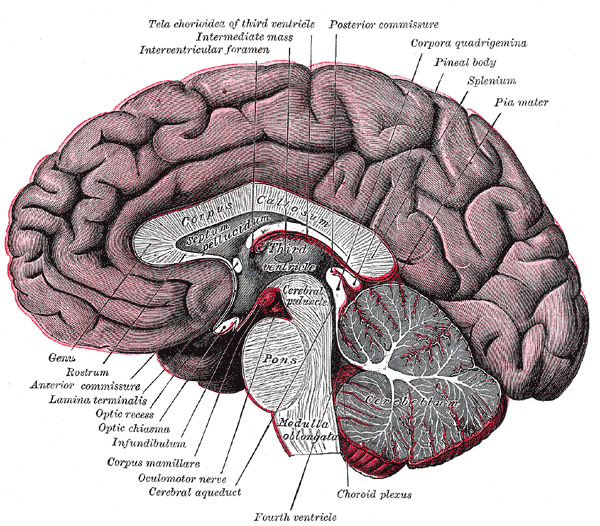
从脑的中矢面看四叠体。
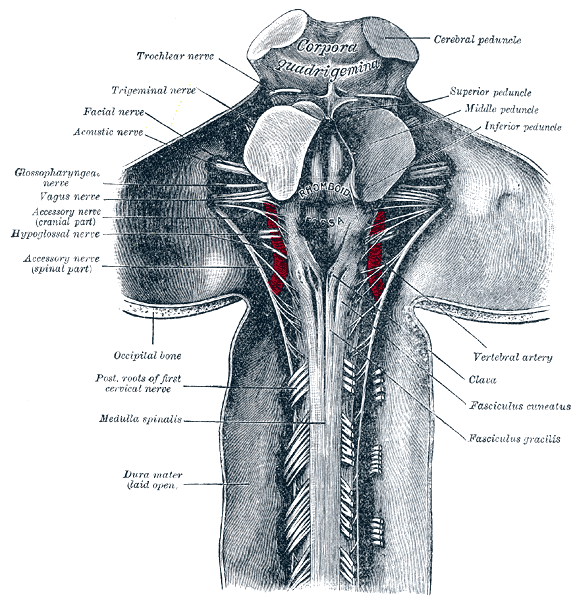
后脑和中脑的上部，在体背面观。

## 外部連結
- SUNY Niagara
- Diagram